# Сезер, Ахмет Недждет
Ахме́т Неджде́т Сезе́р (тур. Ahmet Necdet Sezer; род. 13 сентября 1941, Афьонкарахисар) — турецкий политический и государственный деятель, десятый президент Турции. Великое Национальное Собрание Турции избрало Сезера президентом в мае 2000 года после того, как семилетний срок его предшественника Сюлеймана Демиреля истёк. 28 августа 2007 года его сменил Абдулла Гюль.

## Биография
Ахмет Недждет Сезер родился 13 сентября 1941 года в городе Афьонкарахисар, Афьонкарахисар (ил) Турция.
После окончания школы в 1958 году, он учился на юридическом Факультете Университета Анкары и начал свою карьеру как судья в Анкаре. После службы в Военной Академии, он работал сначала судьёй, а позже контролирующим судьёй в Высшем Апелляционном Суде в Анкаре.
В марте 1983 года, он был избран членом Высшего Апелляционного Суда. Так как Сезер был членом Верхней Палаты Закона, он стал одним из трёх рекомендованных пленарным собранием Высшего Апелляционного Суда кандидатов в члены Конституционного Суда. В январе 1998 года, Ахмет Недждет Сезер был выбран главным судьёй Конституционного Суда.
Был избран президентом в третьем туре выборов 2000 года, получив 330 голосов членов парламента, принял присягу 16 мая 2000 года.
Женился на Семре Кюрумоглу в 1964 году и имеет троих детей: Зейнеп (род. 1966), Эбру (род. 1973) и Левент (род. 1973).